# Среднезападный регион (Непал)
Среднезападный регион (непальск. मध्य-पश्चिमाञ्चल विकास क्षेत्र, Madhya-Pashchimānchal Bikās Kshetra) — один из пяти регионов Непала. Площадь региона составляет 42 378 км². Население по данным переписи 2011 года — 3 546 682 человека. Регион граничит с Дальнезападным регионом Непала (на западе), Западным регионом (на востоке), индийским штатом Уттар-Прадеш (на юге), и Тибетским автономным районом КНР (на севере).
Включает три зоны:
- Бхери
- Карнали
- Рапти